# Alangua
Alangua es una localidad del municipio de Salvatierra, en la provincia de Álava, País Vasco (España).

## Historia
A mediados del siglo XIX, el lugar contaba con una población censada de 47 habitantes. La localidad aparece descrita en el primer volumen del Diccionario geográfico-estadístico-histórico de España y sus posesiones de Ultramar de Pascual Madoz de la siguiente manera:

ALANGUA: l. en la prov. de Alava (4 1/2 leg. á Vitoria), dióc. de Calahorra (22 1/2), vicaría, part. jud. y ayunt. de Salvatierra (1/2 V.): sit. á la falda N. de la gran sierra que divide á la Rioja Alavesa de la prov. de Navarra: su clima sano: la igl. parr. (S. Estéban) es aneja del cabildo ecl. de Salvatierra y servida por uno de sus beneficiados: confina al N. con Alaiza, al E. Arrizala é indicada sierra que la ciñe por el S. y al O. Eguileor. Su térm. muy reducido, perteneció á Salvatierra como ald. ó barrio de esta v.: pobl. 11 vec.: 47 alm.
(Madoz, 1845, p. 190)

Décadas después, ya en el siglo XX, se describe de la siguiente manera en el tomo de la Geografía general del País Vasco-Navarro dedicado a Álava y escrito por Vicente Vera y López:

Alangua.—Lugar situado al S. de Salvatierra y á 3 kilómetros de distancia. Tiene 10 viviendas y una población de 60 personas de hecho y 62 de derecho, con parroquia de categoría rural de segunda clase, dedicada á San Esteban y perteneciente al arciprestazgo de Salvatierra; en su término estuvo la antigua ermita de San Miguel. Los niños asisten á la escuela de Arrízala, distante un kilómetro. Comparte con otros pueblos el aprovechamiento del monte Sotos y Bargas, de 70 hectáreas, plantado de hayas.
(Vera y López, 1915-1921, pp. 498-499)

## Demografía
| Gráfica de evolución demográfica de Alangua entre 2000 y 2017 |
|                                                               |
| Población de derecho según los censos de población del INE.   |

## Patrimonio
Tiene una iglesia parroquial dedicada a san Esteban.